# Penguin Cafe Orchestra
A Penguin Cafe Orchestra foi uma banda de vanguarda criada e liderada pelo guitarrista inglês Simon Jeffes na década de 1970. Segundo o próprio Jeffes, o objetivo do projeto foi fugir da rigidez da música clássica e das limitações do rock and roll, criando um híbrido vívido e interessante. Co-fundada com a violoncelista Helen Liebmann, a banda fez uma turnê extensiva durante os anos 80 e 90. O som da orquestra não é facilmente categorizado, mas tem elementos de Folk music exuberante e uma estética minimalista ocasionalmente reminiscente de compositores como Philip Glass.
O grupo ficou na ativa por 24 anos, até que Jeffes morreu de um tumor cerebral inoperável em 1997. Vários membros remanescentes do grupo original se reuniram para três concertos em 2007. Desde então, cinco membros originais continuaram a tocar concertos de música do PCO, primeiro como "The Anteaters", depois como "The Orchestra That Fell to Earth". Em 2009, o filho de Jeffes, Arthur, fundou uma distinta banda sucessora chamada simplesmente Penguin Cafe. Embora não inclua nenhum membro original do PCO, ela possui muitas peças de PCO em seu repertório ao vivo, e grava e executa novas músicas escritas por Arthur.

## Composições Famosas
A peça mais famosa da Penguin Cafe Orchestra é "Telephone and Rubber Band", que é baseada em torno de um Loop de fita de um toque de telefone do Reino Unido cruzado com um sinal de ocupado, acompanhado pelo som de um elástico. O loop de fita foi gravado quando Jeffes estava fazendo uma chamada telefônica e descobriu que ele estava ouvindo uma combinação de toque e um sinal de ocupado ao mesmo tempo, devido a uma falha no sistema. Ele gravou em uma secretária eletrônica. A peça é apresentada nas trilhas sonoras dos filmes Malcolm (1986), de Nadia Tass, Talk Radio (1988), de Oliver Stone, e de uma longa campanha publicitária da empresa de telecomunicações One2One (atual T-Mobile). O single de 1996, "In The Meantime", da banda de rock inglesa Spacehog, apresentou uma amostra ajustada e afinada de "Telephone and Rubber Band". Foi também a marca registrada da mostra argentina dedicada à animação artística Caloi en su tinta.
Outra canção famosa destaque em Malcolm (entre outros filmes) é "Music for a Found Harmonium", que Jeffes escreveu em um harmônio que ele havia encontrado jogado em uma rua de trás em Kyoto, onde ele estava hospedado no verão de 1982, após a primeira turnê da orquestra no Japão. Ele escreveu que depois de instalar o harmônio encontrado "na casa de um amigo em uma das partes mais bonitas na periferia da cidade", ele "visitava freqüentemente este instrumento durante os meses seguintes, e eu me lembro do tempo durante o qual eu estava sob uma forma de encantamento com o lugar e a hora. "Music for a Found Harmonium" foi usada para um trailer, bem como sobre os créditos finais do filme She's Having a Baby (1988), de John Hughe, onde muitos atores de cinema e celebridades da época inventam seu nome favorito para uma criança imaginada, embora ela não tenha sido colocada na trilha sonora que acompanha o filme. A peça ganhou exposição quando foi lançada no primeiro "Café del Mar" em 1994. Seu ritmo, harmonia e estrutura simples a tornaram muito adequada para adaptação em um rolo, e foi subsequentemente gravada por muitos músicos tradicionais irlandeses, incluindo Patrick Street, De Dannan, Kevin Burke e Sharon Shannon. Uma versão tradicional irlandesa foi usada na trilha sonora do filme Hear My Song, feito na Irlanda no início dos anos 90. Em 2004, a capa de Patrick Street de "Music For A Found Harmonium" foi apresentada no filme Napoleon Dynamite e no ano seguinte no filme It's All Gone Pete Tong. A banda de flok rock escocesa Rock Salt and Nails, também gravou uma versão para o álbum de estréia Waves em 1993.
Simon Jeffes compôs música para o balé Still Life at the Penguin Cafe, em grande parte baseado em composições anteriores da Penguin Cafe Orchestra. O balé foi realizado pela primeira vez pelo Royal Ballet em 1988 e lançado como um álbum sob o nome de Jeffes.
Outra das peças mais conhecidas do grupo é "Perpetuum Mobile", do álbum de 1987, Signs of Life. Esta peça tem sido usada como tema musical para vários filmes, programas de televisão e rádio, incluindo o filme australiano de animação stop motion Mary and Max (2009) como tema principal, no documentário da BBC Fermat's Last Theorem, bem como na adaptação para televisão de The Handmaid's Tale. O DJ sueco Avicii sampleou a melodia principal desta peça em sua música "Fade into Darkness". A música é incomum na medida em que foi escrita com uma assinatura de 15/8. A melodia parece terminar e repetir uma batida à frente de quando deveria, dando à peça a sensação de um dispositivo de movimento perpétuo.

## Membros
| - Simon Jeffes – guitarra acústica, guitarra elétrica, piano, cuatro, ukulele, baixo, voz, Omnichord, Dulcitone, penny whistle, pitch pipes, harmônio, shakers, baterias, ring modulator, rubber band, electronic organ, milkbottles, triangle, violin, drum, Linn Drum computer, soloban, spinet, Prophet V, fretless guitar, Bluthner and Bosendorfer pianos, zebra drum, tape, pianica, mandolin, electric aeolian harp - Helen Liebmann – cello - Steve Nye – piano elétrico, cuatro, Bluthner piano, Wurlitzer piano, harmônio - Gavyn Wright – violino - Geoffrey Richardson – viola, slide guitar, bass, bongos, metal frame, ukulele, mandolin, guitarra elétrica, guitarra, penny whistle, clarinete - Ian Maidman (later Jennifer Maidman) – percussão, baixo, ukulele, cuatro, guitarra elétrica, zebra drum. - Emily Young – vocais - Michael Giles – baterias - Dave DeFries – trompete, fluegelhorn - Annie Whitehead – trombone - Nigel Kennedy – violino - Naná Vasconcelos – clay pot, twigs - Kathryn Tickell – Northumbrian small pipes - Chris Laurence – baixo | - Wilfred Gibson – violino - Roger Chase – viola - Braco – baterias - Marcus Beale – violino - Kuma Harada – baixo - Barbara Bolte – oboe - Stephen Fletcher – piano - Peter McGowan – violino - Giles Leaman – woodwinds - Bob Loveday – violino - Neil Rennie – ukulele - Julio Segovia – percussão - Jill Streater – oboe - Peter Veitch – acordeon - Fami – baterias - Trevor Morais – baterias - Danny Cummings – percussão - Paul Street – guitarra - Elisabeth Perry |

## Discografia

### Álbuns de Estúdio
- Music from the Penguin Cafe (1976) OBSCURE 7, later EEGCD 27
- Penguin Cafe Orchestra (1981) EEGCD 11
- Broadcasting from Home (1984) EEGCD 38
- Signs of Life (1987) EEGCD 50 - UK #49[11]
- Union Cafe (1993) ZOPFD 001

### EPs
- The Penguin Cafe Orchestra Mini Album (1983) EGMLP 2

### Ao Vivo
- When in Rome... (1988) EEGCD 56
- Concert Program (1995) ZOPFD 002

### Coletâneas
- Preludes, Airs & Yodels (A Penguin Cafe Primer) (1996)
- A Brief History (2001) CDV 2954
- History (2001) Virgin Records LCO 3098
- The Second Penguin Cafe Orchestra Sampler (2004)

### Trilhas-Sonoras
- Night Shift (1982) ("Cutting Branches for a Temporary Shelter")
- Malcolm (1986)
- She's Having A Baby Trailer (1988) ("Music For A Found Harmonium")
- Oskar und Leni (1999) (Soundtrack was released on CD, containing 10 songs from Union Cafe and Concert Program)
- Chuck and Buck (2000) ("Air a Danser," "Paul's Dance," "Prelude and Yodel," "Nothing Really Blue")
- Slim Susie (2003) ("Perpetuum Mobile")
- The Good Girl (2002) ("Air" and "Steady State")
- The Princess and the Warrior Official Soundtrack (2000) ("Nothing Really Blue")
- Napoleon Dynamite Official Soundtrack (2005) ("Music For A Found Harmonium")
- It's All Gone Pete Tong Official soundtrack (2005) ("Music For A Found Harmonium")
- Hewlett Packard - Advert (2006) ("Perpetuum Mobile")
- 3 lbs - "Lost For Words" (2006) ("Perpetuum Mobile")
- Year of the Dog (2007) ("Music for a Found Harmonium")
- All the Little Animals Music written by Simon Jeffes, performed and recorded by PCO members Geoffrey Richardson, Jennifer Maidman and Steve Fletcher
- Capitalism: A Love Story (2009) ("Music For A Found Harmonium")
- Mary and Max (2009) ("Perpetuum Mobile"; "Prelude and Yodel")
- Origin Energy 'Sustainability Drive' advert ("Perpetuum Mobile")
- The Handmaid's Tale (2017) ("Perpetuum Mobile")